# (274) Philagoria
(274) Philagoria – planetoida z pasa głównego asteroid okrążająca Słońce w ciągu 5 lat i 111 dni w średniej odległości 3,04 j.a. Została odkryta 3 kwietnia 1888 roku w Obserwatorium Uniwersyteckim w Wiedniu przez Johanna Palisę. Nazwa planetoidy pochodzi od Philagorii, rekreacyjnego klubu w Ołomuńcu.